# Callionima nomius
Callionima nomius (tên tiếng Anh: Fan-tailed Bark Moth) là một loài bướm đêm thuộc họ Sphingidae. It is located miền trung America và the North miền tây Half of South America. Người ta nghi ngờ rằng ấu trùng loài này ăn các cây thuộc họ Apocynaceae.

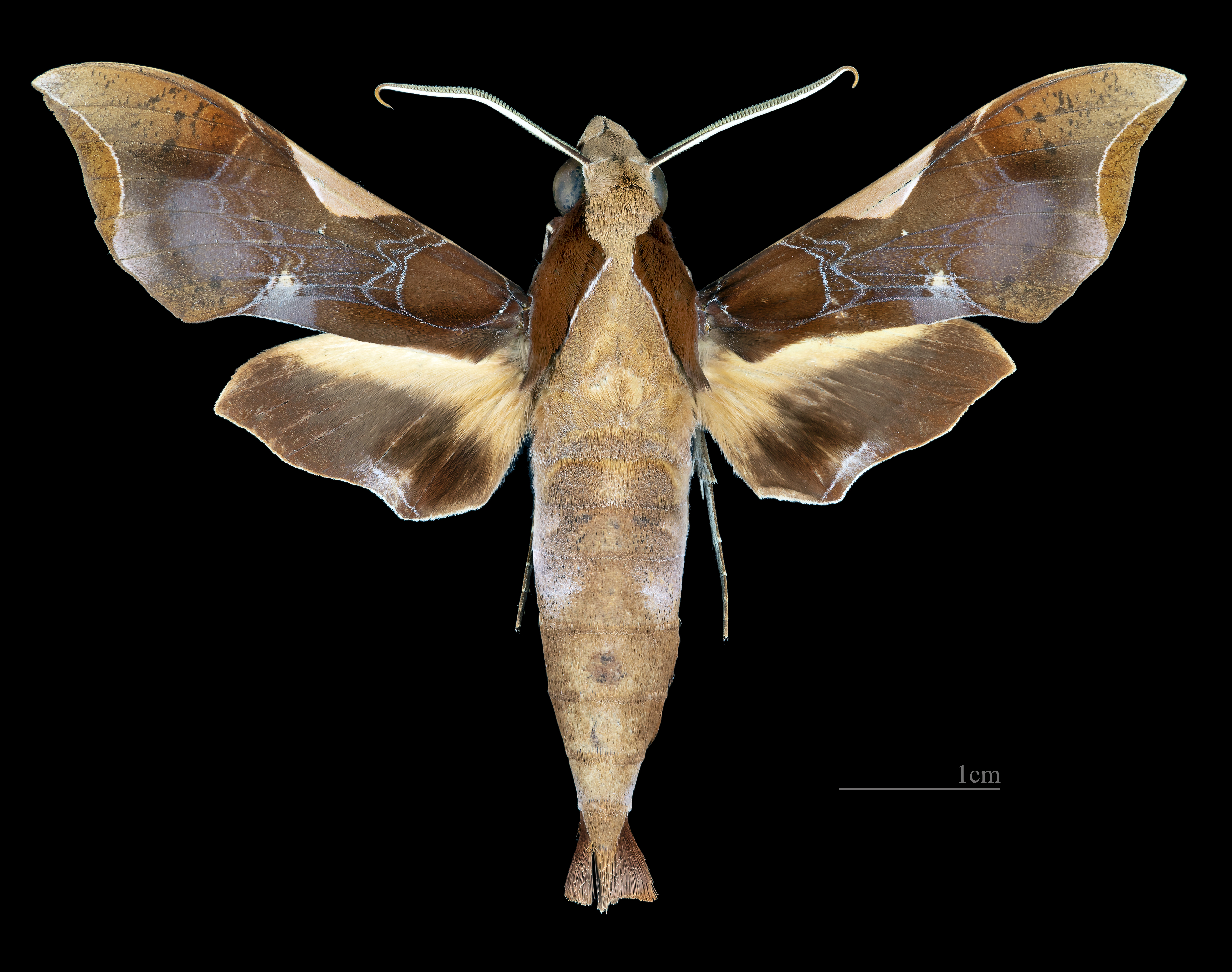
Callionima nomius ♂
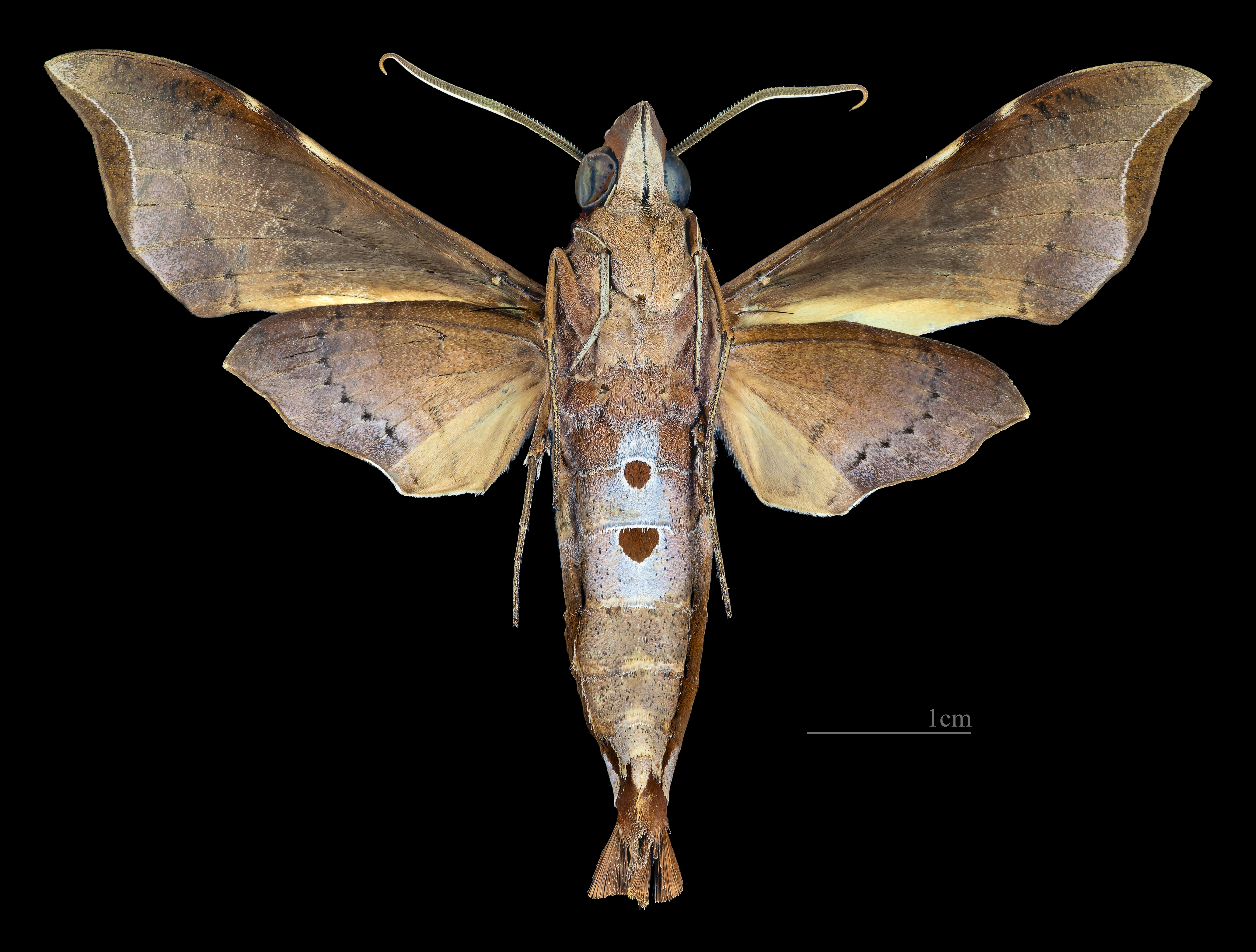
Callionima nomius ♂ △
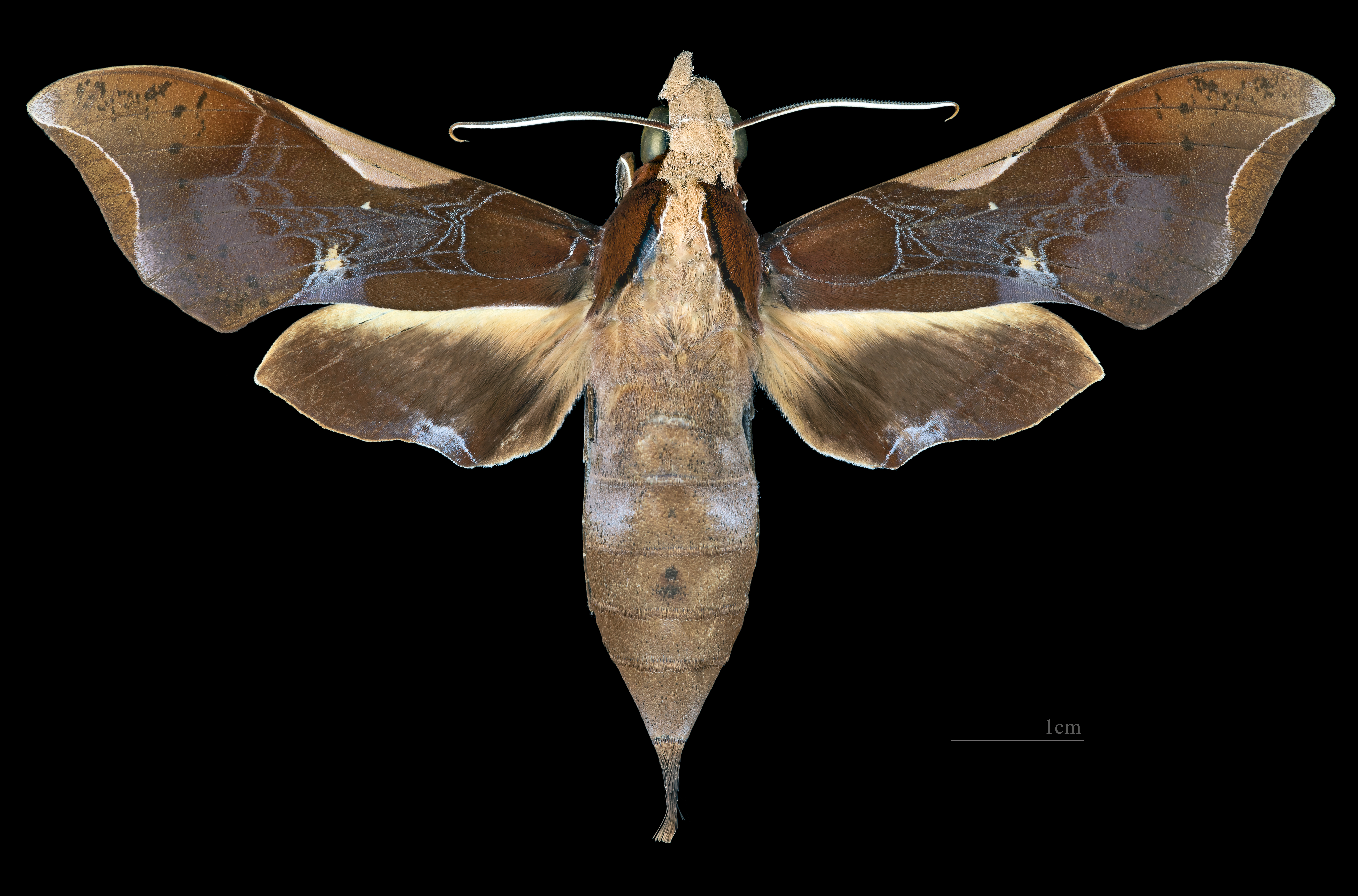
Callionima nomius ♀
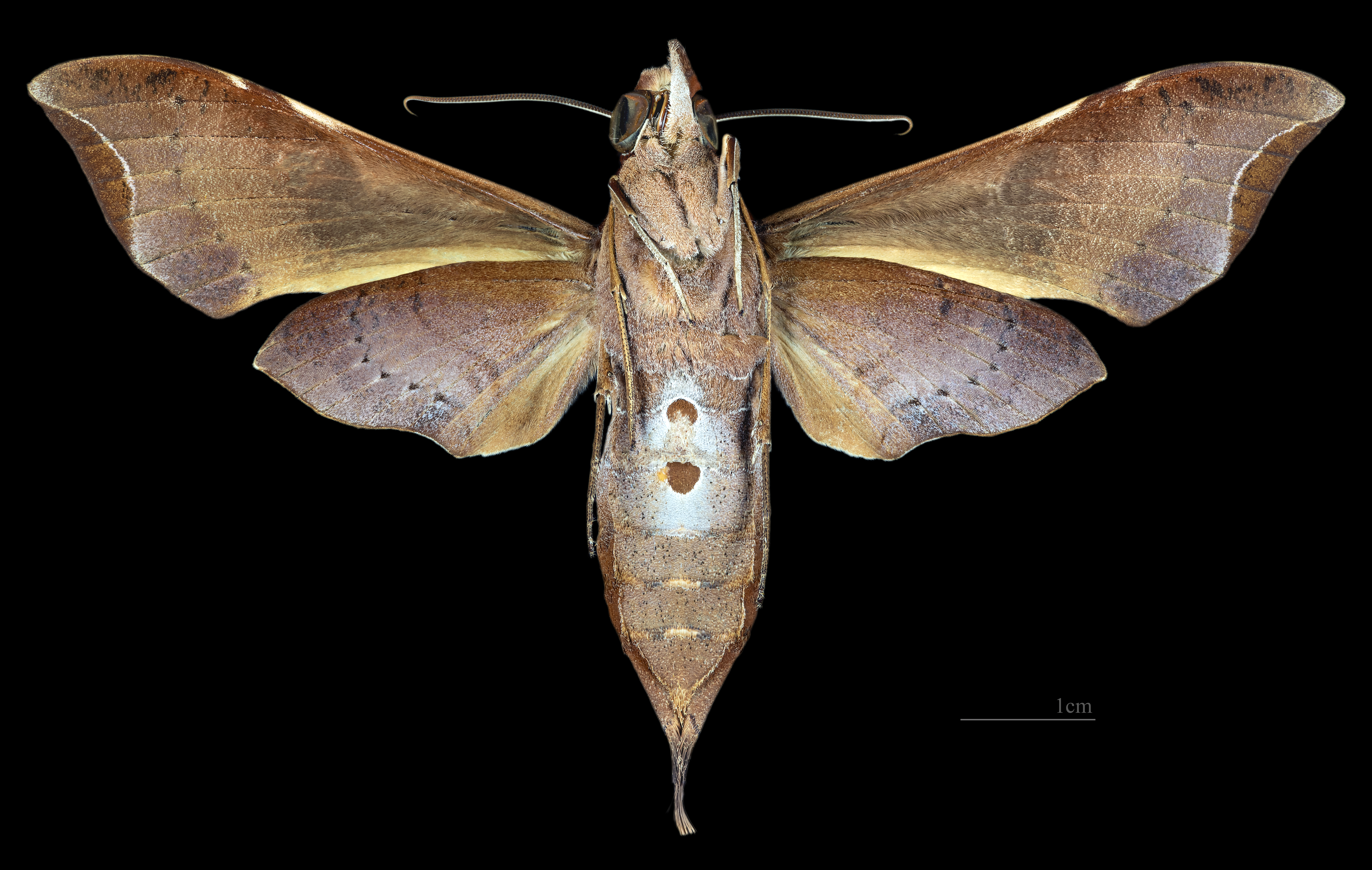
Callionima nomius ♀ △